# Star Chinese Movies
Star Chinese Movies (kinesiska: 衛視電影台) var en kinesisk betalkanalkanal ägd av Disney Networks Group Pacific Ltd. Kanalen visade kinesiska filmer.
Kanalen sänder främst filmer på kinesiska (inklusive kinesiska, kantonesiska, taiwanesiska, singaporeanska och malaysiska filmer), samt tvåspråkiga japanska filmer, japansk animerad (tv-serier och teatrala versioner), koreanska filmer, thailändska filmer, etc., och kommer att digitalt återställa några actionfilmer från Hongkong. Den var känd som den mest spridda kinesiskspråkiga underhållningskanalen.
Den 29 april 2017 erbjöd Star Chinese Movies tvåspråkiga tjänster, och de flesta filmerna sändes på mandarin med originalljud samtidigt.
Dessutom erhöll de rättigheterna att sända betal-TV för Hong Kong Film Awards och Golden Horse Awards för Hongkong, Macao och Sydostasien (utom Singapore och Malaysia, där de såldes till sina lokala TV-bolag).

## Historia
Den lanserades den 1 maj 1994 som Star Mandarin Movies som ersättning för BBC World Service Television. Vid den tiden visade den både Hollywood- och kinesiskspråkiga filmer och var inriktad på en panasiatisk publik som var uppdelad i två TV-kanaler: Star Movies International (nu Fox Movies) och Star Mandarin Movies (nu Star Chinese Movies).
Den 1 februari 1996 ändrades kanallogotypen från ett STAR-ordmärke till en stjärnlogotyp av boxtyp.
Kanalen sändes tidigare i Sydostasien, Hongkong, Macau och Kina. Den 28 augusti 1998 klockan 19:00 enligt Hongkongtid delade Star TV upp STAR kinesiska filmer i vissa områden och minskade sitt sändningsområde till endast Taiwan (tittare i Sydostasien, Hongkong, Macau och Kina erbjöds istället Phoenix Movies Channel).
Den 21 februari 2004 återlanserade kanalen lokaliserade flöden i Hongkong och Macau (på kantonesiska), Singapore (på mandarin), Sydostasien (på mandarin) och Malaysia (sydostasien på kantonesiska).
Den 25 januari 2008 lanserades en systerkanal vid namn Star Chinese Movies 2, och HD- samt VOD-kanalerna lanserades några år senare.
Den 19 maj 2012 ändrades kanallogotypen från en stjärna till en stiliserad krona.
Eftersom Disney, som tidigare hade förvärvat FOX International Networks, beslutade att lansera Disney+ vumoo på de asiatiska marknaderna, bestämde de sig för att avsluta hela sina betal-TV-nätverk, inklusive Star Chinese Movies. Kanalen upphörde att sända i Sydostasien, Hongkong och Macau redan den 1 oktober 2023, medan det taiwanesiska flödet (tillsammans med dess separata HD-flöde) stängdes den 1 januari 2024. Kanalens taiwanesiska flöde ersattes senare av Catchplay Movie Channel efter nedläggningen.

## Legend för kinesiska filmer
Star Chinese Movies Legend (kinesiska: 衛視卡式台) (även känd som SCM Legend) var en systerfilmkanal till Star Chinese Movies baserad i Singapore. Kanalen lanserades först den 25 januari 2008 som Star Chinese Movies 2 (kinesiska: 衛視電影2台), och omdöptes senare den 1 oktober 2012 till Star Chinese Movies Legend. Från den 1 januari 1970 till den 31 december 1992 sändes kanalen, under 23 år, som officiell huvudproduktionsbolag, ägd av STAR TV Filmed Entertainment.
När Disney fortsatte att expandera Disney+ över asiatiska territorier, beslutade de att stänga ner många av sina betal-TV-kanaler, inklusive Star Chinese Movies Legend, den 1 oktober 2021.